# 石橋善一郎
石橋 善一郎（いしばし ぜんいちろう、1959年10月11日 - ）は、日本の実業家、米国公認会計士。日本トイザらス代表取締役副社長兼最高財務責任者を経て、東北大学大学院経済学研究科教授。

## 人物・経歴
東京都出身。上智大学法学部法律学科卒業。スタンフォード大学経営大学院修士課程修了、Master of Business Administration取得。一橋大学大学院国際企業戦略研究科修士課程修了、修士（経営）取得。筑波大学大学院博士後期課程企業科学専攻博士後期課程単位取得満期退学。イリノイ州公認会計士。
1982年富士通入社。1990年コーポレイト・ディレクション入社。1991年インテル日本法人予算管理部長。1994年インテル日本法人経理部長。1997年インテル日本法人コントローラ（経理･予算管理統括）。2000年インテル製品事業部コントローラ。2002年インテル日本法人コントローラ（管理・経理・財務統括）。2005年ディーアンドエムホールディングスCFO。2007年から2016年まで日本トイザらス代表取締役副社長兼最高財務責任者（CFO）を務めた。
東北大学大学院経済学研究科会計専門職専攻国際会計コース教授、早稲田大学商学学術院非常勤講師、一橋大学大学院経営管理研究科非常勤講師、相模女子大学大学院社会起業研究科兼任講師、筑波大学大学院グローバル研究院非常勤講師を歴任。2020年常陽銀行取締役。

## 著作

### 著書
- 『CFO最先端を行く経営管理』（昆政彦, 大矢俊樹と共著）中央経済社 2020年

### 監訳書
- ロバート・A.バーゲルマン『インテルの戦略 : 企業変貌を実現した戦略形成プロセス』ダイヤモンド社 2006年